# 大阪笑ルーム
大阪笑ルーム（おおさかしょうルーム）は、かつて吉本興業に所属していた漫才コンビ。

## メンバー
- 中浩二（本名:中元 浩二、1958年11月27日 - ）
  - 大阪府出身。
- 神田雄介（本名:神田 民雄、1955年12月16日 - 2006年）
  - 鹿児島県出身。

### 元メンバー
- 歌正二（元:歌竜二・正二）

## 経歴
1973年に神田がザ・パンチャーズに入門し、その後「秋田みちお・たみお」・「秋田イチカ・バチカ」とコンビを組んでいたが解散。1978年7月に正司歌江門下の歌正二（歌竜二・正二）と初代大阪笑ルームを結成したが1979年に解散し、その後中浩二と2代目大阪笑ルームを結成する。当時はなんば花月・京都花月の劇場で活動していたり、テレビや漫才コンテストにも出場していたが、1980年代後半にコンビを解散している。

## テレビ
- ヤングおー!おー!（毎日放送）
- お笑いスター誕生!!（日本テレビ）

## 映画
- ガキ帝国（1981年7月4日公開） - 中浩二のみ出演。

## 受賞歴
- 1982年 第12回NHK上方漫才コンテスト 優秀賞
- 1983年 日本テレビ お笑いスター誕生!! 銅賞
- 1983年 日本テレビ お笑いスター誕生!! 銀賞
- 1983年 日本テレビ お笑いスター誕生!! 金賞
- 1983年 日本テレビ お笑いスター誕生!! 最優秀新人賞